# Желча (река)
Желча́ — река в Псковской области, впадает в Желченский залив Чудского озера.

## География и гидрология
Длина реки — 107 км, площадь водосборного бассейна — 1220 км².
Исток реки находится на Лужской возвышенности, к северу от озера Дубенское у деревень Красный Дубок и Творожково Марьинской волости Струго-Красненского района.
От истока река течёт преимущественно в северо-западном направлении. У деревни Юхново Сиковицкой волости того же района река меняет направление на преимущественно западное с изгибами, протекая по территории Первомайской и Полновской волостей Гдовского района.
От посёлка Ямм река судоходна, где также проходит через проточные озёра Ужинское, Долгое и Велино (на территории Самолвовской волости того же района), после которых река поворачивает на юго-запад, протекая по территории Самолвовской и погранично Спицинской волостей того же района, и впадает в Желченский залив Чудского озера.

## Наиболее крупные притоки
| Расстоя- ние от устья (км) | Левый приток / Правый приток | Длина (км) | Площадь водо- сбора (км²) |
| -------------------------- | ---------------------------- | ---------- | ------------------------- |
| 3,4                        | Ремда                        | 6,2        |                           |
| 35,0                       | Дубенка                      | 22,0       |                           |
| 38,0                       | Осница (Бранка)              | 9,7        |                           |
| 42,0                       | Перенка                      | 10,0       |                           |
| 52,0                       | Крапивинка (Крапивенка)      | 21,0       |                           |
| 61,0                       | Нижняя Белка (Белка)         | 41,0       | 199,0                     |
| 76,0                       | Еглина (Еглинка)             | 38,0       | 183,0                     |

## Данные водного реестра
По данным государственного водного реестра России относится к Балтийскому бассейновому округу, водохозяйственный участок реки — Водные объекты бассейна оз. Чудско-Псковское без р. Великая. Относится к речному бассейну реки Нарва (российская часть бассейна).
Код объекта в государственном водном реестре — 01030000312102000027411.